# Kyū

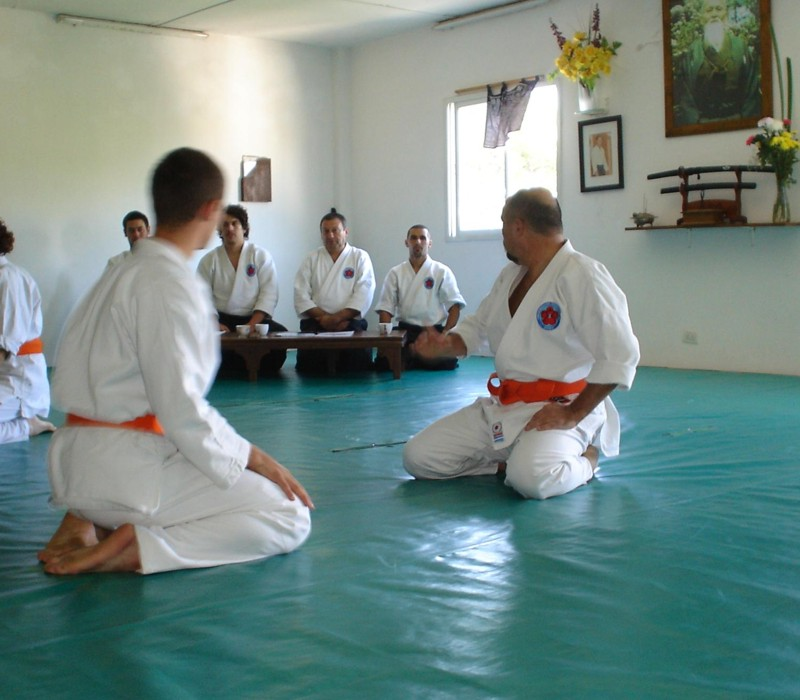
3ème kyu

Kyū est un terme d'origine japonaise, utilisé dans les arts martiaux ainsi que d'autres pratiques traditionnelles japonaises comme l'ikebana, le go ou la cérémonie du thé pour signaler les différentes étapes de la progression d'un débutant avant l'obtention d'un grade dan.
Alors que le système des grades dans est comparable dans toutes les activités où il s'applique, le système des grades kyus varie considérablement d'une activité à l'autre. Les kyus sont rangés par ordre décroissant, jusqu'au premier kyu (初級, shokyū), dernière étape avant le  premier dan (初段, shodan), mais le nombre de degrés varie. Il y a ainsi plus de trente niveaux kyus à passer pour les joueurs de go, alors que les arts martiaux en comptent traditionnellement six.
Dans la plupart des cas, la collation de grades kyus se fait sous la seule responsabilité de l'enseignant, sans avoir à en référer à une autorité supérieure comme c'est le cas pour les dans.
Les budō plus traditionnels, en plus du système de kyu et de dan, ont une hiérarchisation de responsabilité : oku iri, moguroku, gogmoguroku, etc., jusqu'à menkyo kaiden (grand maître), ou d'enseignement : hanchi, shihan, kyoshi, renshi, etc. Pour autant, tous commencent par les kyus.
En aïkido, certains enseignants lient l'obtention du hakama à celle d'un kyu particulier, en général le  3e, 2e ou le 1er. Il n'existe cependant pas de règle générale, ce choix restant à la discrétion de chaque enseignant. On lie surtout le port du hakama à une aisance de déplacement debout et à genoux, que complique ce vêtement pour un débutant faisant ses premières armes.

## Ceintures de couleur
Dans certains arts martiaux, comme le judo ou le karaté, la plupart des dojos marquent visuellement la progression des grades kyus par la couleur de la ceinture du keikogi (obi) : blanche (6e kyu), jaune (5e kyu), orange (4e kyu), verte (3e kyu), bleue (2e kyu), marron (1er kyu).  
En France, le système des kyus et des dans est arrivé avec le judo (première visite de Jigoro Kano en 1920).
À l'époque, les noms des techniques avaient été francisés : première de hanche pour o goshi (littéralement « grande hanche »), troisième de pied pour de hashi barai… Le système des kyus et des dans paraissant obscur, on le concrétisa en attribuant des ceintures de couleur plus facilement identifiables. Il fut même question de barrettes sur les épaules ou sur la ceinture, à la manière militaire.
Les noms francisés furent vite abandonnés (ces termes n'ayant d'autres vertus que la simple classification), mais le système de ceintures, non seulement a été conservé, mais exporté au Japon, d'abord pour les enfants des écoles, puis, ceux-là grandissant, pour les adultes.
Cette pratique est minoritairement employée en aïkido, où elle concerne essentiellement les enfants, et n'a pas cours en kendo, ni dans aucun autre budō.

## Littérature
- (en) Sung-Hwa Hong, First Kyu, Good Move Press, 1999, 194 p.  (ISBN 9780964479692).